# Иво Пуканић
Иво Пуканић (Загреб, 21. јануар 1961 — Загреб, 23. октобар 2008) је био хрватски новинар, уредник хрватског политичког недељеника Национал.

## Биографија
Пуканић је рођен у Загребу 21. јануара 1961. Дипломирао је на Факултету политичких наука Универзитета у Загребу. Од 1991. је радио као уредник популарног недељника Глобус. Године 1995. је основао недељник Национал и остао на месту главног и одговорног уредника до 2000. Исте године је добио награду Хрватског новинарског друштва за истраживачко новинарство. Награду је добио 2003. за интервју са одбеглим генералом Антом Готовином, који је био у бекству услед оптужби за ратне злочине пред Хашким трибуналом. Писао је и о шверцу цигарета, оптуживши као организаторе Мила Ђукановића и Станка Суботића.
Убијен је 23. октобра 2008. испред седишта Национала, заједно са својим сарадником Ником Фрањићем.